# Nhạc cụ hơi bộ gỗ

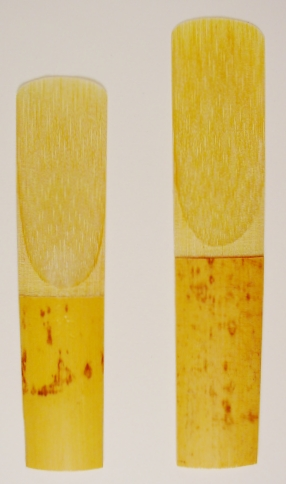
Nhạc cụ hơi lưỡi gà Alto và tenor saxophone

Nhạc cụ hơi bộ gỗ là một họ nhạc cụ trong danh mục nhạc cụ hơi lớn hơn. Các ví dụ phổ biến bao gồm sáo, clarinet, oboe, saxophone và bassoon. Có hai loại nhạc cụ hơi gỗ chính: sáo và nhạc cụ lưỡi gà. Điều khác biệt các nhạc cụ này với các nhạc cụ gió khác là cách mà chúng tạo ra âm thanh của chúng. Tất cả các nhạc cụ hơi gỗ tạo ra âm thanh bằng cách tách một luồng không khí thở ra trên một cạnh sắc, chẳng hạn như qua lưỡi gà hoặc núm thổi. Một nhạc cụ hơi bộ gỗ có thể được làm bằng bất kỳ vật liệu nào, không chỉ gỗ. Các ví dụ phổ biến bao gồm đồng thau, bạc, mía, cũng như các kim loại khác như vàng và bạch kim. Thỉnh thoảng những nhạc cụ hơi gỗ được làm từ vật liệu đất, đặc biệt là ocarina.

## Sáo
Sáo tạo ra âm thanh bằng cách hướng một luồng không khí tập trung bên dưới mép lỗ trong một ống hình trụ. Họ sáo có thể được chia thành hai họ phụ: sáo mở và sáo kín.
Để tạo ra âm thanh với tiếng sáo mở, người chơi được yêu cầu thổi một luồng không khí qua một cạnh sắc nét sau đó tách luồng khí ra. Luồng không khí này sau đó tác động lên cột không khí chứa trong hốc của sáo khiến nó rung và phát ra âm thanh. Ví dụ về sáo mở là sáo ngang, panpipes và shakuhachi. Sáo cổ của giống này thường được làm từ các phần hình ống của thực vật như cỏ, lau sậy và cành cây rỗng. Sau đó, sáo được làm bằng kim loại như thiếc, đồng hoặc đồng. Sáo hòa nhạc hiện đại thường được làm bằng hợp kim kim loại cao cấp, thường chứa niken, bạc, đồng hoặc vàng.
Để tạo ra âm thanh với tiếng sáo kín, người chơi được yêu cầu thổi khí vào ống dẫn. Ống dẫn này hoạt động như một kênh đưa không khí đến một cạnh sắc nét. Như với sáo mở, không khí sau đó bị tách ra; điều này làm cho cột không khí trong sáo kín bị rung và tạo ra âm thanh. Ví dụ về loại sáo này bao gồm sáo dọc, ocarina và ống organ.